# Schenkia tosaensis
Schenkia tosaensis är en stekelart som först beskrevs av Tohru Uchida 1936.  Schenkia tosaensis ingår i släktet Schenkia och familjen brokparasitsteklar. Inga underarter finns listade i Catalogue of Life.